# RD-0210

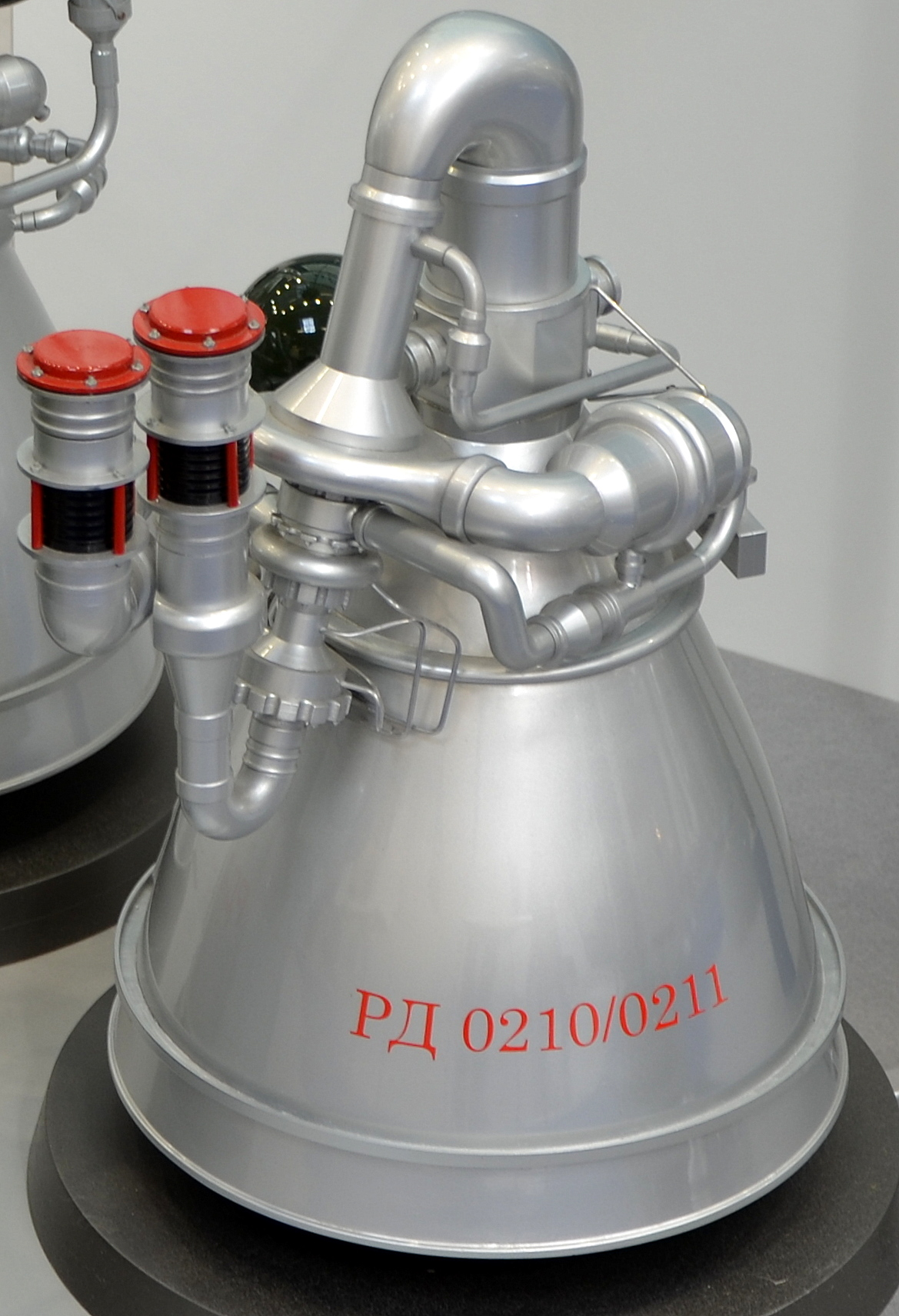
Um modelo do motor RD-0210

O RD-0210 (ou 8D411K ou ainda RD-465) e seu "irmão gêmeo" o RD-0211 são motores de foguete de alta performance com uma única câmara de combustão e um único bocal móvel que permite empuxo vetorial. O RD-0210 é alimentado com N2O4 e UDMH, e usa um ciclo de combustão em estágios. Ele é a mais recente evolução da linha RD-0203/4. Ele é usado no segundo estágio do foguete Proton. O RD-0213 é uma versão com bocal fixo usado no módulo RD-0212 do terceiro estágio do foguete Proton. O RD-0210 gera um empuxo de 582 kN, isp de 326,5 s, com 2,3 m de comprimento e 1,47 m de diâmetro, pesa 566 kg.

## Versões
São muitas as versões desse motor.
- RD-0203 (ou 8D44).[11][12]
- RD-0204.[13]
- RD-0206 (ou 8D47.[14]
- RD-0208 (ou 8D411).[15]
- RD-0209 (ou 8D412).[16]
- RD-0210 (ou 8D411K).[17][18]
- RD-0211 (ou 8D412K).[19]
- RD-0213 (ou 8D48).[20]

## Módulos
O RD-0210 é utilizado em muitos módulos de propulsão. Os principais são:
- RD-0202 (ou 8D45).[21][22]
- RD-0205 (ou 8D46).[23]
- RD-0212 (ou 8D49).[24][25][26]